# Comtat de Monterey
El comtat de Monterey (anglès: Monterey County) és un comtat de l'estat de Califòrnia dels Estats Units. El nom de la ciutat de Monterey, la seva seu i ciutat més poblada és Salinas. Segons el cens dels Estats Units del 2020, té 439.035 habitants, per una àrea de 9.767 km².

## Història
El comtat de Monterey és un dels 27 comtats creats el 1850 després de l'adopció de la Constitució de Califòrnia l'any anterior.

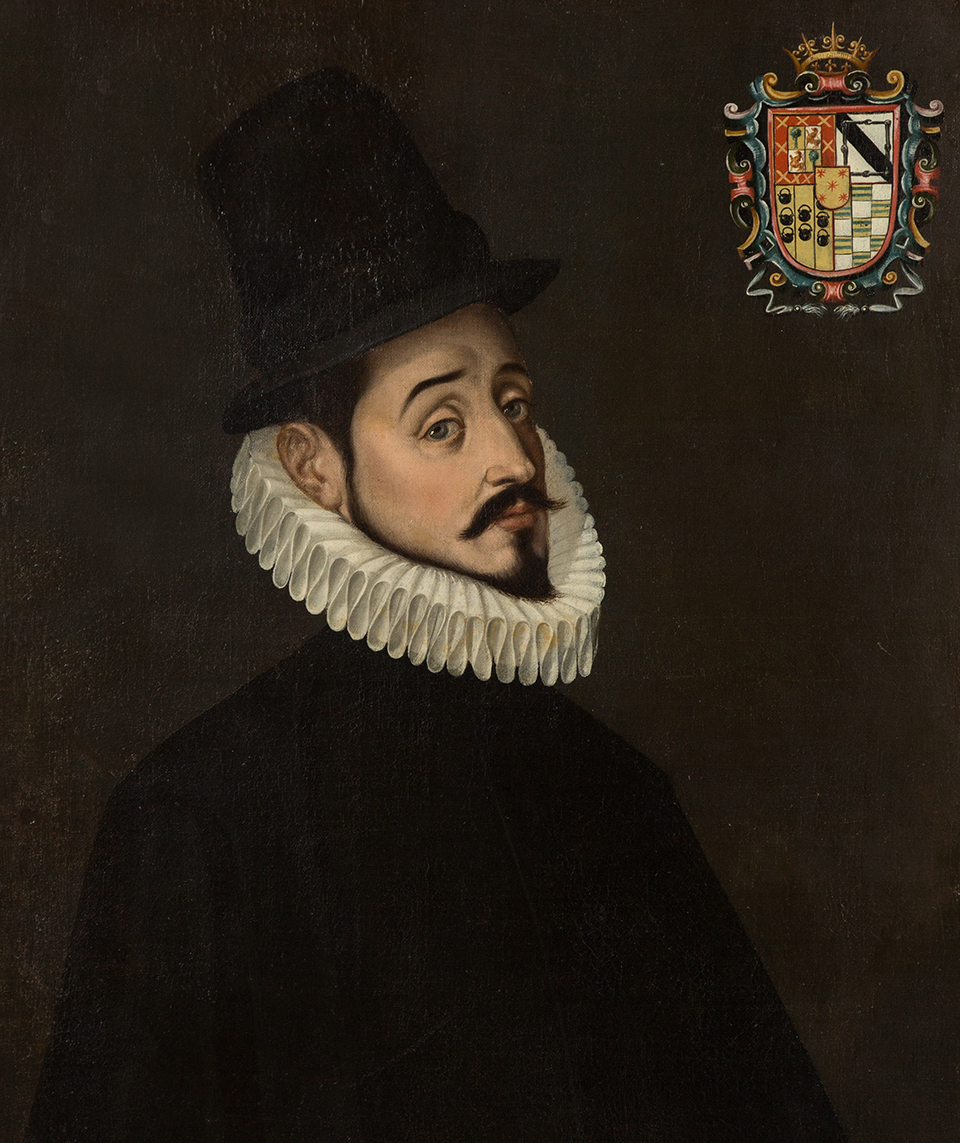
Gaspar de Zúñiga, 5è comte de Monterrey, homònim de la Badia de Monterrey i, per tant, la ciutat i el comtat.

El comtat de Monterey va ser un dels comtats originals de Califòrnia, creat el 1850 en el moment de l'estat. Parts del comtat van ser donades al Comtat de San Benito el 1874. L'àrea va ser poblada originàriament per les tribus Ohlone, Salinan i Esselen.
El comtat deriva el seu nom de Badia de Monterey. La badia va ser batejada per Sebastián Vizcaíno el 1602 en honor del Conde de Monterrey), després la Virrei de Nova Espanya. Monterrey és una variació de Monterrei, un municipi de Galícia d'on eren el Conde de Monterrey i el seu pare (el Quart Comte de Monterrei).

## Geografia

### Localitats
El comtat inclou dotze ciutats (Carmel-by-the-Sea, Del Rey Oaks, Gonzales, Greenfield, King City, Marina, Monterey, Pacific Grove, Salinas, Sand City, Seaside i Soledad) i disset llocs designats pel cens (CDP).), un dels quals, Aromas, es troba a cavall del comtat de San Benito, igual que el Parc Nacional Pinnacles.

## Demografia
| Banda            | Comtat de Monterey | Califòrnia | Estats Units |
| ---------------- | ------------------ | ---------- | ------------ |
| Blancs           | 55.6               | 57.6       | 72.4         |
| Altres           | 28.3               | 17.4       | 6.4          |
| asiàtics         | 6.1                | 13.1       | 4.8          |
| Metis            | 5.2                | 4.9        | 2.9          |
| afroamericans    | 3.1                | 6.2        | 12.6         |
| Nadius americans | 1.3                | 1.0        | 0,9          |
| Total            | 100                | 100        | 100          |
|                  |                    |            |              |
| llatinoamericans | 55.4               | 37.6       | 16.7         |

| 1950    | 1970    | 1990    | 1r abril 2010 | 1r juliol 2010 | 1r abril 2020 |
| 130.498 | 250.071 | 355.560 | 415.057       | 416.342        | 439.035       |

Segons l'American Community Survey, durant el període 2011-2015, el 46,91% de la població de més de 5 anys va declarar parlar castellà a casa, mentre que el 46,38% va dir parlar anglès, 1, 40. % Tagalog, 0,51 % àrab i 4,81% una altra llengua.